# 兰屿樫木
兰屿樫木（学名：Dysoxylum cumingianum； 達悟語：Malavoa），又名蘭嶼椌木，为楝科樫木属下的一种小乔木，分布于中国及东南亚地区，在台湾的兰屿也有分布，因而得名。一回羽状复叶，开白色花，圆锥花序，结蒴果。

## 扩展阅读
- 維基物種上的相關：兰屿樫木